# Eugen Netto
Eugen Otto Erwin Netto (Halle an der Saale, 30 de junho de 1848 — Gießen, 13 de maio de 1919) foi um matemático alemão.

## Obras
- Substitutionentheorie und ihre Anwendung auf die Algebra. Teubner 1882
- Theory of Substitutions and Its Applications to Algebra. Ann Arbor, Mich. 1892
- Die Determinanten. Teubner, 1910
- Die Determinanten. Teubner, 2. Auflage 1925
- Lehrbuch der Combinatorik. Teubner, 1901, 2. Auflage 1927
- Gruppen- und Substitutionentheorie. Leipzig, Göschen, 1908
- Vorlesungen über Algebra. Erster Band.  Teubner, 1896
- Vorlesungen über Algebra. Zweiter Band. Teubner, 1900
- Netto: Kombinatorik.[ligação inativa] Enzyklopädie der Mathematischen Wissenschaften, Bd.1, 1898
- Netto: Rationale Funktionen einer Veränderlichen; ihre Nullstellen.[ligação inativa] Enzyklopädie der Mathematischen Wissenschaften, Bd.1, 1899
- Netto: Rationale Funktionen mehrerer Veränderlichen.[ligação inativa] Enzyklopädie der Mathematischen Wissenschaften, Bd.1, 1899